# ووسکرسنسنکویه (استان ساراتوف)
ووسکرسنسنکویه (انگلیسی: Voskresenskoye, Saratov Oblast) یک شهرک در شهرستان ووسکرسنسکی در استان ساراتوف کشور روسیه است.